# Skowhegan (Maine)
Skowhegan es un pueblo ubicado en el condado de Somerset en el estado estadounidense de Maine. En el Censo de 2010 tenía una población de 8.589 habitantes y una densidad poblacional de 54,85 personas por km².

## Geografía
Skowhegan se encuentra ubicado en las coordenadas 44°46′6″N 69°40′39″O / 44.76833, -69.67750. Según la Oficina del Censo de los Estados Unidos, Skowhegan tiene una superficie total de 156.6 km², de la cual 152.41 km² corresponden a tierra firme y (2.68%) 4.19 km² es agua.

## Demografía
Según el censo de 2010, había 8.589 personas residiendo en Skowhegan. La densidad de población era de 54,85 hab./km². De los 8.589 habitantes, Skowhegan estaba compuesto por el 96.95% blancos, el 0.36% eran afroamericanos, el 0.41% eran amerindios, el 0.69% eran asiáticos, el 0.01% eran isleños del Pacífico, el 0.08% eran de otras razas y el 1.5% pertenecían a dos o más razas. Del total de la población el 0.51% eran hispanos o latinos de cualquier raza.